# Eaulne
Die Eaulne ist ein Fluss in Frankreich, der im Département Seine-Maritime in der Region Normandie verläuft. Sie entspringt im Gemeindegebiet von Mortemer, entwässert generell in nordwestlicher Richtung durch die Landschaft Pays de Bray und vereinigt sich nach rund 46 Kilometern bei Arques-la-Bataille mit den Flüssen Béthune und Varenne. Sie bilden so den Fluss Arques, der seinerseits nach rund sechs Kilometern in den Ärmelkanal mündet.

## Orte am Fluss
- Mortemer
- Sainte-Beuve-en-Rivière
- Saint-Germain-sur-Eaulne
- Londinières
- Douvrend
- Envermeu
- Ancourt
- Martin-Église